# Ihiala
Ihiala é uma cidade e uma área de governo local (LGA) situada no sul do estado de Anambra, na Nigéria. A população da cidade, sede da LGA, é estimada em 92.569 habitantes.